# 心空模樣
《心空模樣》（日语：ココロ空モヨウ）是關西傑尼斯8的第25張單曲，於2013年12月4日發行。

## 概要
- 關西傑尼斯8在2013年發行的第三張單曲。
- 《心空模樣》為成員錦戸亮演出電視劇《萬事占卜處 歡迎來到陰陽屋》主題曲。

## 收錄曲目

### 通常盤
1. 心空模樣（ココロ空モヨウ） [4:39]
作詞、作曲：UNIST、編曲：Peach
2. 朝霞的太陽（朝焼けの太陽） [4:46]
作詞：TAKESHI、作曲：，編曲：久米康隆
3. 鯨魚和企鵝（クジラとペンギン） [4:55]
作詞：田中秀典、作曲、編曲：野間康介
4. 心空模樣（Original Karaoke）
5. 朝霞的太陽（Original Karaoke）
6. 鯨魚和企鵝（Original Karaoke）

### 初回限定盤
1. 心空模樣
2. 朝霞的太陽

特典DVD
- 《心空模樣》music clip

## 外部連結
- 唱片公司介紹頁面 （页面存档备份，存于）（日語）